# آیتنا
آیتنا (به اسپانیایی: Aytona) یک منطقهٔ مسکونی در اسپانیا است که در سگریا واقع شده‌است. آیتنا ۶۶٫۹ کیلومتر مربع مساحت دارد ۱۱۰ متر بالاتر از سطح دریا واقع شده‌است.